# Meseșenii de Sus
Meseșenii de Sus – wieś w Rumunii, w okręgu Sălaj, w gminie Meseșenii de Jos. W 2011 roku liczyła 851 mieszkańców.